# Маломице (город)
Маломице (пол. Małomice, нем. Mallmitz) — город в Польше, входит в Любушское воеводство, Жаганьский повят. Имеет статус городско-сельской гмины. Занимает площадь 5,37 км². Население 3617 человек (на 2004 год).